# Ту-324
Ту-324 (Ту-414)— проект регионального ближнемагистрального пассажирского самолёта, участвовавший в тендере Росавиакосмоса в 2003 году и проигравший проекту RRJ (в дальнейшем SSJ 100) по причине лучших экспортных перспектив (иностранные комплектующие вместо российских — выше надежность и уровень безопасности) и наличия внебюджетного финансирования проектных работ (2,37 млрд рублей из 3,83 млрд до 2015 года).

## Разработка
В начале 1990-х годов КБ Туполев приступило к проектированию двадцатиместного пассажирского самолёта Ту-20, оснащённого турбовинтовыми двигателями. Ту-20, равно как и его развитие Ту-400 с турбовентиляторными двигателями, не вышел из стадии эскизного проекта, однако научный задел было решено использовать для создания самолёта большей размерности. В итоге, 2 февраля 1996 года вышло Постановление Правительства РФ, обеспечивавшее начало работ по региональному лайнеру вместимостью порядка 50 пассажиров, в дальнейшем получившему обозначение «Ту-324».
В принятой в конце 2012 года государственной программе «Развитие авиационной промышленности на 2013—2025 годы» упоминания о проекте отсутствуют.
Однако, в апреле 2015 года временно исполняющий обязанности президента Татарстана Рустам Минниханов в интервью «Российской газете» призвал вернуться к проекту регионального самолёта Ту-324.
Самолёт был представлен на МАКСе 2015.

Нами было сделано всё, чтобы «Туполев» мог продемонстрировать Ту-324. Разработали два прекрасных буклета, выпустили их тиражом 800 единиц. Разработали и отпечатали 6 больших красочных баннеров. Всё это, а также модель самолёта были задолго до начала выставки предложены для демонстрации в экспозиции «Туполева». После его отказа включить всё это в свою экспозицию и раздавать буклеты мы вынуждены были попросить Валерия Николаевича Побежимова (директор — главный конструктор «ЭНИКСа» — прим. авт.) продемонстрировать Ту-324 в экспозиции «ЭНИКСа». Команда предприятия с энтузиазмом провела демонстрацию, за что ей большое спасибо.
— Советник премьер-министра РТ Назир Киреев

Так как Рустам Нургалиевич очень болеет за этот самолёт, то просил и его поставить на наш стенд.
По Ту-324 на заводе уже проведена огромная подготовка производства (2015), имеется освоенный (на КМПО) двигатель, есть прекрасная, созданная по заказу республики (Татарстан) авионика, которая установлена на самолёте Бе-200 и получила в его составе сертификат лётной годности по европейским нормам.
Что было сделано по Ту-324? В 1999-м на КАЗ (тогда — КАПО) передали рабочую документацию на планер, на заводе началось изготовление оснастки и инструмента для производства лайнера. Специально под Ту-324 за $15,6 миллиона приобрели новейшие клепальные автоматы. По заявлению руководства запорожского АО «Мотор Сич», предприятие совместно с казанским ОАО «КМПО» изготовило для Ту-324 опытные экземпляры двигателя АИ-22. Как утверждало руководство КМПО, предприятие инвестировало в создание АИ-22 (разработчик — украинское ГП «Прогресс», которому двигатели заказало опять-таки правительство Татарстана) немалые средства и готово приступить к его серийному производству. Финансирование проекта велось на деньги, привлечённые Татарстаном. При Кабмине РТ сформировали Группу управления созданием самолёта Ту-324. Республикой и участвовавшими в проекте предприятиями в Ту-324 было вложено в районе $100 миллионов (всего программа разработки оценивалась в $330 миллионов). Тогдашний президент РТ Минтимер Шаймиев говорил, что при помощи федерального центра КАПО может начать поставки Ту-324 с 2007 года.
Ту-324 — первый российский самолёт, система управления которого, будучи полностью отечественной, позволяет управлять полётом экипажу из двух человек, — говорит Киреев. — Он имеет «стеклянную» кабину, удовлетворяет строгим требования ИКАО по шуму и эмиссии выхлопных газов. Ту-324 первый отечественный самолёт, спроектированный в «цифре».
— Директор фирмы "ЭНИКС" Побежимов В. Н.

## Аэродинамическая схема
- Двухмоторный турбореактивный низкоплан со стреловидным крылом, Т-образным оперением, перекладывающимися стабилизаторами и задним расположением двигателей.

## Предполагаемые модификации
- Ту-324 — базовая модель.

- Ту-324А — административный самолёт с салоном бизнес-класса.

- Ту-414 — удлинённая модификация.

- Ту-414А — административный самолёт с салоном бизнес-класса.

## Расчётные лётно-технические характеристики
| Параметр                    | Ту-324                  | Ту-414                  |
| --------------------------- | ----------------------- | ----------------------- |
| Тип фюзеляжа                | узкий                   | узкий                   |
| Конструкторское бюро        | ОКБ Туполева            | ОКБ Туполева            |
| Длина                       | 25,5 м                  | 31,85 м                 |
| Высота в хвосте             | 7,3 м                   | 8,3 м                   |
| Размах крыла                | 23,2 м                  | 27,7 м                  |
| Максимальная взлётная масса | 23,7 т                  | 38,15 т                 |
| Полезная нагрузка           | 6 т                     | 12,63 т                 |
| Масса пустого самолёта      | 5,5 т                   | 8 т                     |
| Число пассажиров            | 52-56                   | 72-76                   |
| Двигатели                   | АИ-22, CF34-3B1, BR-710 | АИ-22, CF34-3B1, BR-710 |